# Пехач, Ергуш
Ергуш Пехач (словац. Jerguš Pecháč; род. 31 октября 2001, Словакия) — словацкий шахматист, гроссмейстер (2019). В составе сборной Словакии — участник Олимпиады 2022 (+5-2=1). Участник Кубка мира 2021: в 1-м раунде на тай-брейке проиграл Александру Фиеру. В 2012 году занял 3-е место на чемпионате Европы до 12 лет.